# Gulfstream III
Gulfstream III là một loại máy bay phản lực thương mại do Gulfstream Aerospace chế tạo, đây là một biến thể nâng cấp của Grumman Gulfstream II.

## Biến thể

### Dân sự

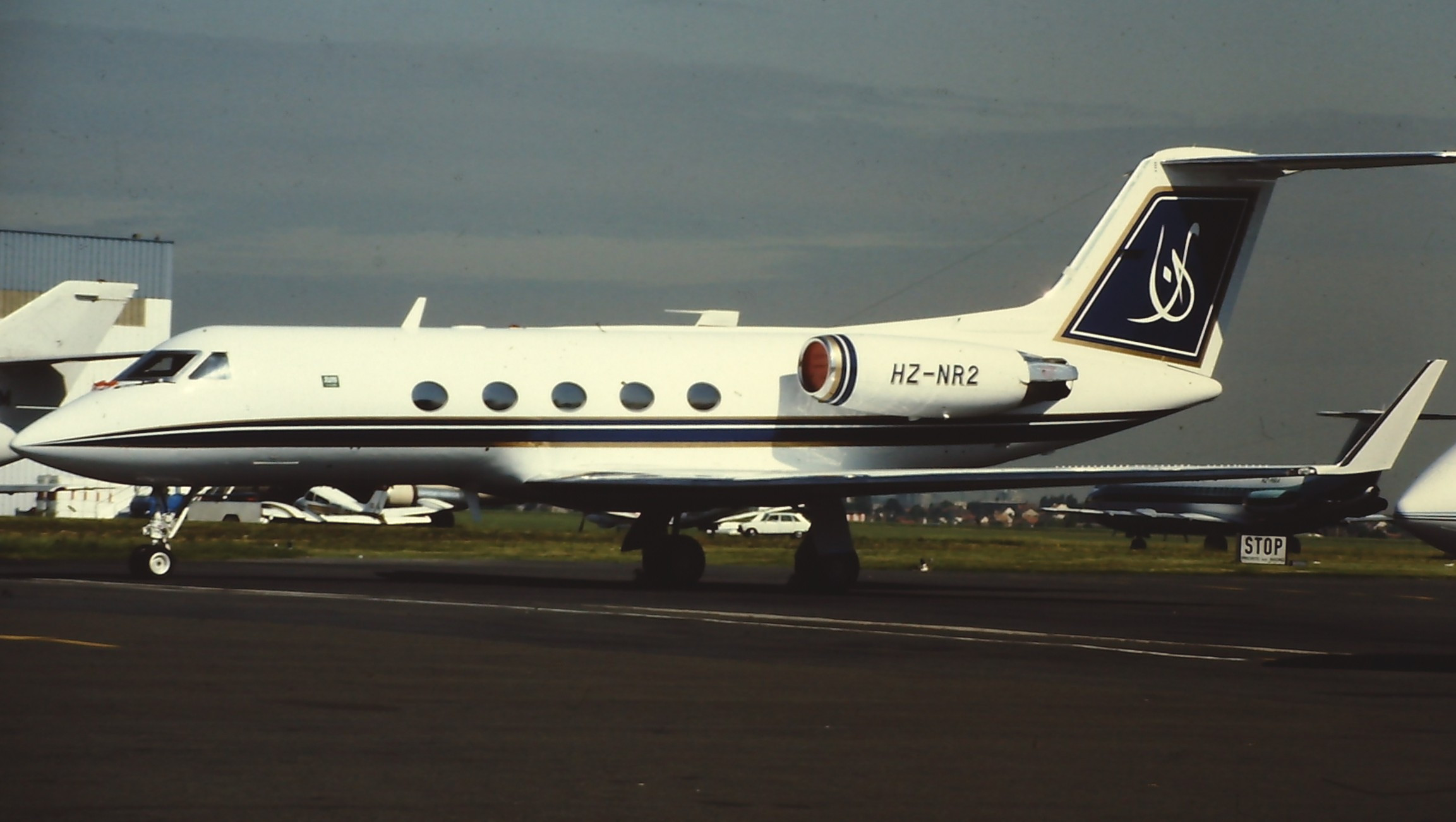
Gulfstream III năm 1981

- Model G-1159A Gulfstream III

### Quân sự
- C-20A
- C-20B
- C-20C
- C-20D
- C-20E
- Gulfstream III SRA-1
- Gulfstream III SMA-3

Chú ý: C-20F và C-20J là tên gọi của Lục quân Hoa Kỳ, Hải quân Hoa Kỳ/Thủy quân Lục chiến Hoa Kỳ gọi với tên C-20G, Không quân Hoa Kỳ đặt tên là C-20H

## Biến thể cho nhiệm vụ đặc biệt
Gulfstream III (83-0502 cn 389) của NASA được lắp giá treo ở giữa bụng để mang thiết bị UAVSAR.

## Quốc gia sử dụng

### Quân sự và chính phủ

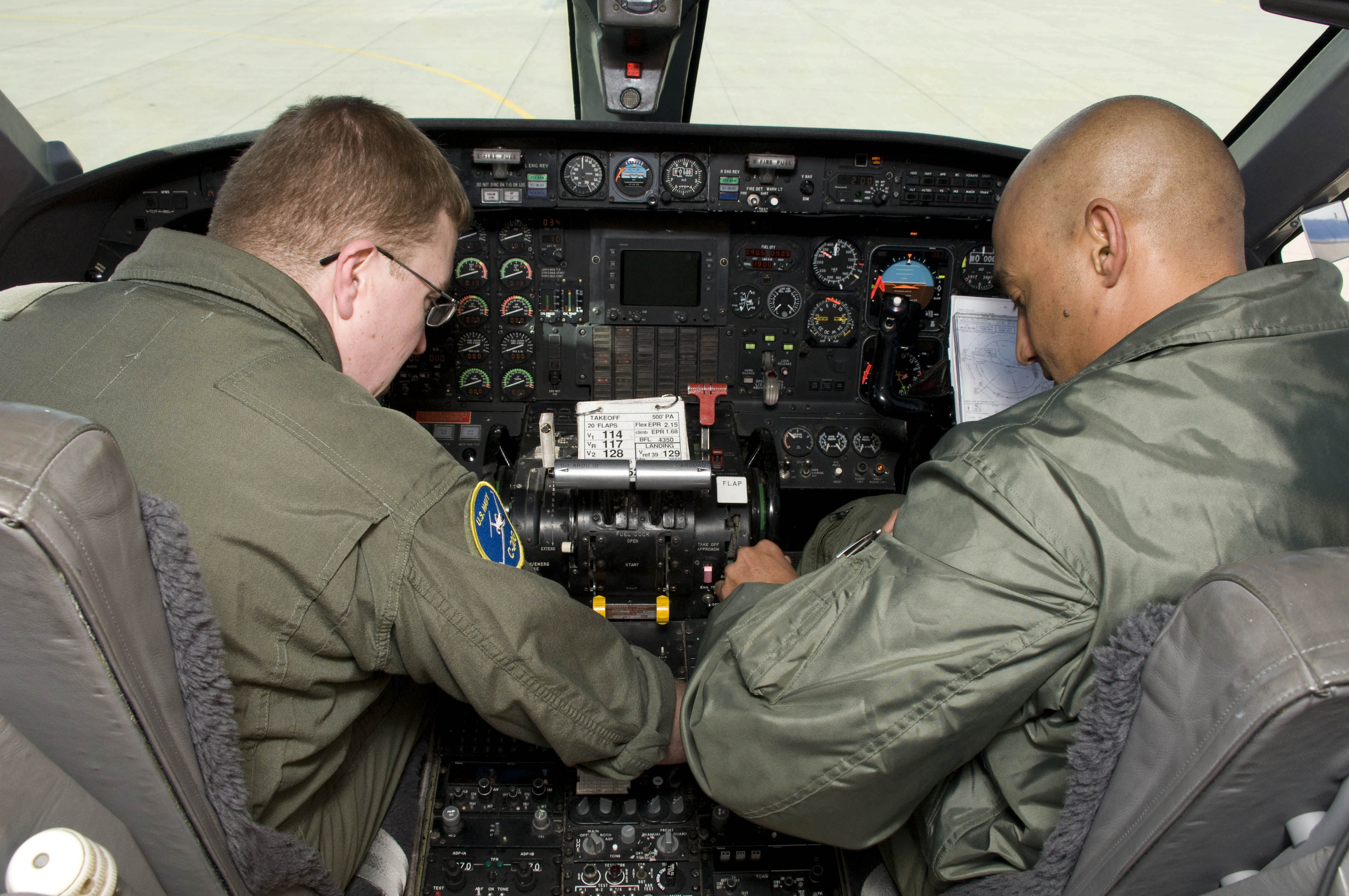
Buồng lái C-20A

Algérie
 Cameroon
- Không quân Cameroon

 Bờ Biển Ngà
 Đan Mạch
- Không quân Hoàng gia Đan Mạch

 Gabon
 Ghana
- Biên phòng Ghana

 Ý
- Không quân Italy

 Ấn Độ
- Không quân Ấn Độ

 Ireland
- Quân đoàn không quân Irish

 México
- Không quân Mexicol

 Maroc
- Không quân Hoàng gia Maroc

 Oman
 Ả Rập Xê Út
 Togo
 Uganda
- Không quân Uganda

 Hoa Kỳ
- Không quân Hoa Kỳ
- Hải quân Hoa Kỳ
- Lục quân Hoa Kỳ
- Bảo vệ Bờ biển Hoa Kỳ
- NASA

 Venezuela
- Không quân Venezuela

 Zimbabwe
- Không quân Zimbabwe

## Tính năng kỹ chiến thuật (Gulfstream III)
Dữ liệu lấy từ Jane's Civil and Military Aircraft Upgrades 1994–95
Đặc điểm tổng quát
- Tổ lái: 2 hoặc 3
- Sức chuyên chở: 19 hành khách
- Chiều dài: 83 ft 1 in (25,32 m)
- Sải cánh: 77 ft 10 in (23,72 m)
- Chiều cao: 24 ft 4½ in (7,43 m)
- Diện tích cánh: 934,6 sq ft (86,83 m²)
- Tỉ số mặt cắt: 6.0:1
- Trọng lượng rỗng: 38.000 lb (17.236 kg)
- Trọng lượng cất cánh tối đa: 69.700 lb (31.615 kg)
- Động cơ: 2 × Rolls-Royce Spey RB.163 Mk 511-8 kiểu turbofan, 11.400 lbf (50,7 kN) mỗi chiếc

 Hiệu suất bay 
- Vận tốc cực đại: 576 mph (501 knot, 928 km/h) (vận tốc hành trình cực đại)
- Vận tốc hành trình: 508 mph (442 knot, 818 km/h) (vận tốc hành trình tầm xa)
- Thất tốc: 121 mph (105 knot, 194 km/h)
- Tầm bay: 4.200 mi (3.650 hải lý, 6.760 km) (8 hành khách, IFR dự trữ)
- Trần bay: 45.000 ft (13.716 m)
- Vận tốc leo cao: 3.800 ft/phút (19,3 m/s)